# Lee Min-sung
Lee Min-Sung ((이민성?, 李敏成?); Gwangmyeong, 23 giugno 1973) è un ex calciatore sudcoreano, di ruolo difensore.